# 인하오위
인하오위 (尹 浩 宇, 2003년 10월 20일 ~ ), 또는 패트릭(แพทริก ณัฐวรรธ์ ฟิงค์เลอร์)는 태국의 가수이자 배우이다. 소속사는 둥차 엔터테인먼트이다. 상징색은 「패트릭 스타」이다.  
2021년부터 중국에서 보이 그룹 결성 프로젝트 서바이벌 프로그램 《창조영 2021》에 참가하여 활동하고 있다.

## 생애
인하오위는 독일에서 태어나 어릴 때 태국으로 이민왔다. 그의 부모님 중 아버지가 독일인으로 독일과 태국의 혼혈이며 형제로는 누나가 한 명 있다. 배우 이외에도 태국에서 팬들에게 댄스, 노래 활동도 했었다.

## 활동

### 2019년: 데뷔
2019년 5월에 《Beauty & The Babes Season 2》에 고정 출연을 하면서 데뷔를 하였다.

### 2020년: 활동
2020년 1월에 첫 데뷔작 드라마 《Angel Beside Me (เทวดาท่าจะรัก): The Series》에 조연으로 출연했다.
2020년 9월에 첫 주연 드라마 《The Gifted: Graduation: The Series》에 출연하면서 인기를 얻었다. 이어 《I'm Tee, Me Too: The Series
(คนละทีเดียวกัน)》에 특별 출연하였다.

### 2021년: 활동
2월 17일, 동영상 사이트 플랫폼 텐센트 비디오에서 주최하는 보이 그룹 결성 프로젝트 서바이벌 프로그램 《창조영 2021》에 참가하여 4월 24일, 최종 순위 발표식에서 '9위'를 차지하여, 데뷔 그룹 INTO1의 멤버가 되었다.

### 프로그램
| 일시                             | 방송사            | 제목                                                   | 비고                        |
| 2019년 5월 1일－2019년 6월 2일   | GMM 그래미        | 《Beauty & The Babes Season 2》                        | 고정 출연자                 |
| 2019년 8월 2일                   | GMM 그래미        | 《Let's Play Challenge Special》                       | EP.3 게스트 출연            |
| 2020년 1월 18일                  | GMM 그래미        | 《Angel Beside Me: The Series(เทวดาท่าจะรัก)》           | 조연                        |
| 2020년 4월 22일                  | GMM 그래미        | 《ARM SHARE》                                          | EP.37 게스트 출연           |
| 2020년 7월 18일                  | GMM 그래미        | 《Beauty & The Babes Season 3》                        | EP.2 특별 출연              |
| 2020년 9월 6일                   | GMM 그래미        | 《The Gifted: Graduation: The Series(นักเรียนพลังกิฟต์ 2)》 | 주연                        |
| 2020년 9월 18일                  | GMM 그래미        | 《My Tee, Me too: The series(คนละทีเดียวกัน)》            | 특별 출연                   |
| 2021년 2월 17일－2021년 4월 24일 | 텐센트 비디오     | 《창조영 2021》                                        | 참가자                      |
| 2021년 5월 3일 ~                 | INTO1 공식 유튜브 | 《未知周刊! INTO1!》                                   | 보이 그룹 INTO1의 단독 예능 |
| 2021년 7월 11일 ~                | INTO1 공식 유튜브 | 《ONE事大吉! INTO1!》                                  | 보이 그룹 INTO1의 단독 예능 |

### 창조영 2021
| 편수 | 순위 | 등락      | 표 수 （응원도） | 등급  | 비고                           |
| 2화  | 21위 | 순위 진입 | 표 수 미공개     | F→C→A | A반 경쟁 탈락하여 F반으로 강등 |
| 3화  | 12위 | ▲ 9       | 표 수 미공개     | F→C→A |                                |
| 4화  | 12위 | ▬         | 표 수 미공개     | F→C→A |                                |
| 5화  | 9위  | ▲ 3       | 10,463,315표     | F→C→A |                                |
| 6화  | 8위  | ▲ 1       | 표 수 미공개     | F→C→A |                                |
| 7화  | 7위  | ▲ 1       | 11,241,829표     | F→C→A |                                |
| 8화  | 5위  | ▲ 2       | 표 수 미공개     | F→C→A |                                |
| 9화  | 5위  | ▬         | 5,330,748표      | F→C→A |                                |
| 10화 | 9위  | ▼ 4       | 13,359,428표     | F→C→A | 최종 데뷔                      |

## 여담
- 2020년 5월 5일 유튜브 채널 'Patrick Finkler' 계정에 첫 영상이 게시되었다.

- 태국 본가에서 반려견 유키(Yuki), 구찌(Gucci)를 키우고 있다.

- 좋아하는 음식은 고기, 피자, 면류.

- 좋아하는 디저트는 브라우니 치즈케이크, 딸기 케이크, 사고[2] 옥수수 코코넛 밀크.

- 좋아하는 과일은 딸기, 체리, 오렌지, 자몽, 용과.

- 좋아하는 음악 장르는 팝, 팝락, 랩.

- 취미는 영화 보기, 노래 듣기, 노래 부르며 춤 추기, 책 읽기.

- 피아노, 기타를 다룰 수 있다.

- 농구, 배드민턴, 가라데, 축구, 복싱, 수영을 할 줄 안다.